# Sofia Carson
Sofía Daccarett Char Carson thường được biết đến với nghệ danh Sofia Carson, là một nữ ca sĩ và diễn viên người Colombia-người Mỹ. Lần xuất hiện đầu tiên của cô trên truyền hình là một ngôi sao khách mời trong chương trình Disney Channel, Austin & Ally. Năm 2015, cô tham gia bộ phim Descendants với vai diễn Evie, con gái của Evil Queen. Năm 2016, cô diễn vai Lola Perez trong Adventures in Babysitting, Melanie Sanchez trong Tini: The Movie và Tessa trong A Cinderella Story: If the Shoe Fits.

## Tiểu sử
Carson sinh ngày 10 tháng 4, 1993  tại  Ft. Lauderdale, Florida. Bố mẹ cô, José F. Daccarett và Laura Char Carson đã chuyển đến từ Colombia. Cô đã chọn "Carson" làm nghệ danh sau bà ngoại cô, Lauraine Carson. Theo mẹ cô, Carson liên quan đến gia đình Char của các chính trị gia Colombia.
Cô đã theo học trường St. Hugh và tốt nghiệp từ Trường Tâm thần Carrollton ở Miami. Cô đã tham dự In Motion Dance Studio, nơi cô tham gia chương trình Youth Ensemble của IMPAC, cạnh tranh trên khắp nước Mỹ. Sau đó, cô đã tham dự UCLA, chuyên về giao tiếp với trẻ vị thành niên bằng tiếng Pháp.

## Chương trình truyền hình
| Năm  | Tiêu đề                              | Vai trò     | Ghi chú  |
| ---- | ------------------------------------ | ----------- | -------- |
| 2016 | Tini: The Movie                      | Melanie     | bản thân |
| 2016 | A Cinderella Story: If the Shoe Fits | Tessa/Bella | Đạo diễn |

| Năm      | Tiêu đề                   | Vai trò    | Ghi chú                                                        |
| -------- | ------------------------- | ---------- | -------------------------------------------------------------- |
| 2014     | Austin & Ally             | Chelsea    | Tập phim: "Princesses & Prizes"                                |
| 2014     | Faking It                 | Soleil     | Tập phim: "We Shall Overcompensate", "Faking Up Is Hard to Do" |
| 2015     | Descendants               | Evie       | Phim truyền hình                                               |
| 2015–nay | Descendants: Wicked World | Evie       | Lồng tiếng                                                     |
| 2016     | Soy Luna                  | Herself    | Tập 71 & 72                                                    |
| 2016     | Walk the Prank            | Herself    | Tập: "Adventures in Babysitting"                               |
| 2016     | Adventures in Babysitting | Lola Perez | Phim truyền hình                                               |
| 2017     | Descendants 2             | Evie       | Phim truyền hình                                               |

## Danh sách đĩa nhạc

### Album nhạc phim
| Phim                                 | Chi tiết album                                                                                              | Xếp hạng | Xếp hạng | Xếp hạng | Xếp hạng | Xếp hạng | Xếp hạng | Xếp hạng | Xếp hạng | Xếp hạng | Xếp hạng |
| Phim                                 | Chi tiết album                                                                                              | US       | US OST   | AUS      | BEL      | FRA      | GER      | ITA      | NL       | NZ       | SPA      |
| ------------------------------------ | --- | -------- | -------- | -------- | -------- | -------- | -------- | -------- | -------- | -------- | -------- |
| Descendants                          | - Ngày phát hành: 31 tháng 7 năm 2015 - Định dạng: CD, kĩ thuật số tải - Hãng đĩa: Walt Disney Records      | 1        | 1        | 57       | 178      | 102      | 50       | 19       | 50       | —        | 36       |
| A Cinderella Story: If the Shoe Fits | - Ngày phát hành: ngày 2 tháng 8 năm 2016 - Định dạng: kĩ thuật số tải - Hãng đĩa: WaterTower Music         | —        | —        | —        | —        | —        | —        | —        | —        | —        | —        |
| Descendants 2                        | - Ngày phát hành: ngày 21 tháng 7 năm 2017 - Định dạng: CD, kĩ thuật số tải - Hãng đĩa: Walt Disney Records | 6        | 1        | 64       | 192      | —        | —        | —        | —        | —        | —        |

### Đĩa đơn
| Năm  | Tiêu đề                                     | Xếp hạng | Xếp hạng     | Xếp hạng | Xếp hạng | Album       |
| Năm  | Tiêu đề                                     | US       | US Latin Pop | US Trop  | POL      | Album       |
| ---- | ------------------------------------------- | -------- | ------------ | -------- | -------- | ----------- |
| 2015 | "Rotten to the Core"                        | —        | —            | —        | —        | Descendants |
| 2016 | "Love Is the Name"                          | —        | 36           | 32       | 22       | CTB         |
| 2017 | "Back to Beautiful" (featuring Alan Walker) | —        | —            | —        | —        | CTB         |

### Đĩa đơn quảng cáo
| Năm  | Tiêu đề                                                                    | Album            |
| ---- | -------------------------------------------------------------------------- | ---------------- |
| 2016 | "I'm Your Girl" (với Dove Cameron)                                         | Non-album single |
| 2016 | "I'm Gonna Love You"                                                       | Non-album single |
| 2016 | "Rather Be with You" (với Dove Cameron, Lauryn McClain and Brenna D'Amico) | Non-album single |
| 2017 | "Better Together" (với Dove Cameron)                                       | Descendants 2    |

### Bài hát khác
| Năm  | Tiêu đề                                   | Xếp hạng | Xếp hạng | Giải thưởng  | Album         |
| Năm  | Tiêu đề                                   | US       | CAN      | Giải thưởng  | Album         |
| ---- | ----------------------------------------- | -------- | -------- | ------------ | ------------- |
| 2015 | "Rotten to the Core" (Descendants)        | 38       | 66       | - RIAA: Gold | Descendants   |
| 2015 | "Set It Off" (Descendants)                | —        | —        |              | Descendants   |
| 2017 | "Ways to Be Wicked" (Descendants 2)       | —        | —        |              | Descendants 2 |
| 2017 | "Chillin' Like a Villain" (Descendants 2) | —        | —        |              | Descendants 2 |
| 2017 | "It's Goin' Down" (Descendants 2)         | 77       | —        |              | Descendants 2 |
| 2017 | "You and Me" (Descendants 2)              | —        | —        |              | Descendants 2 |

### Tham gia
| Năm  | Tiêu đề             | Nghệ sĩ khác                                  | Album                                                       |
| ---- | ------------------- | --------------------------------------------- | ----------------------------------------------------------- |
| 2015 | "Sueña"             | —                                             | We Love Disney                                              |
| 2016 | "Wildside"          | Sabrina Carpenter                             | Your Favorite Songs from 100 Disney Channel Original Movies |
| 2016 | "Jolly to the Core" | Dove Cameron, Cameron Boyce và Booboo Stewart | Disney Channel Holiday Hits                                 |
| 2016 | "Silent Night"      | —                                             | Disney Channel Holiday Hits                                 |

### Video âm nhạc
| Năm  | Tiêu đề              | Nghệ sĩ khác                                  | Album                                                       | Đạo diễn                      | Ref. |
| ---- | -------------------- | --------------------------------------------- | ----------------------------------------------------------- | ----------------------------- | ---- |
| 2015 | "Rotten to the Core" | —                                             | Descendants                                                 | Naren Wilks and Adam Santelli |      |
| 2016 | "Love Is the Name"   | —                                             | CTB                                                         | Không rõ                      |      |
| 2016 | "Love Is the Name"   | J Balvin                                      | CTB                                                         | Không rõ                      |      |
| 2016 | "Wildside"           | Sabrina Carpenter                             | Your Favorite Songs from 100 Disney Channel Original Movies | Không rõ                      |      |
| 2016 | "Jolly to the Core"  | Dove Cameron, Cameron Boyce và Booboo Stewart | Disney Channel Holiday Hits                                 | Không rõ                      |      |
| 2017 | "Back to Beautiful"  | Alan Walker                                   | CTB                                                         | Không rõ                      |      |

## Giải thưởng và đề cử
| Năm  | Giải thưởng           | Hạng mục                     | Kết quả | Ref.   |
| ---- | --------------------- | ---------------------------- | ------- | ------ |
| 2016 | 2016 Premios Juventud | Producers Choice Award       | Đề cử   | [ 9 ]  |
| 2016 | Teen Choice Awards    | Choice Music: Next Big Thing | Đề cử   | [ 10 ] |